# 德勒姆 (印地安納州吉布森縣)
德勒姆（英語：Durham）是位於美國印地安納州吉布森縣的一個非建制地區。